# Elke Büdenbender
Elke Büdenbender (Weidenau, Alemania Occidental, 14 de enero de 1962) es una jurista alemana; está casada desde 1995 con Frank-Walter Steinmeier, actual presidente de Alemania.

## Vida
Büdenbender asistió a la escuela secundaria intermedia en Siegen, después de lo cual se formó como empleada en una empresa en la industria de construcción de maquinaria en Siegen. En 1982 asistió al Siegerland College en Siegen y luego trabajó como oficinista en una empresa de logística. En 1985, comenzó su licenciatura en Derecho en la Universidad Justus Liebig de Giessen, donde aprobó su primer examen estatal de derecho en 1991.

## Carrera
Desde 1987, Büdenbender trabajó como asistente estudiantil y luego como asistente de investigación del profesor Brun-Otto Bryde en la Cátedra de Derecho Público. Completó su formación jurídica práctica en el Tribunal Regional de Hannover en 1994, cuando aprobó su segundo examen de derecho estatal.
A partir de entonces, Büdenbender trabajó como juez en el Tribunal Administrativo de Hannover. Ha sido jueza en el Tribunal Administrativo de Berlín desde 2000. Actualmente se encuentra en una licencia de larga duración para dedicar su tiempo a ser la primera dama.

## Vida personal
En 1995, Büdenbender se casó con Frank-Walter Steinmeier, quien fue elegido como el duodécimo presidente de la República Federal de Alemania el 12 de febrero del 2017. Tienen una hija. El 24 de agosto de 2010 recibió un trasplante de riñón que le fue donado por su esposo.